# Черніков Павло Олександрович
Павло́ Олекса́ндрович Че́рніков — старший лейтенант Збройних Сил України, учасник російсько-української війни, що загинув у ході російського вторгнення в Україну в 2022 році.

## Життєпис
Павло Черніков народився 6 березня 1990 року на Львівщині. В 2012 році закінчив Львівський торговельно-економічний університет за спеціальністю «Міжнародні економічні відносини». З 2014 року брав участь у війні на сході України на Донбасі. Обіймав військову посаду командира 1-го механізованого взводу 8-ї механізованої роти, 3-го механізованого батальйону 24-ї окремої механізованої бригади імені короля Данила. З початком повномасштабного російського вторгнення в Україну перебував на передовій. Загинув 18 березня 2022 року під час бойового зіткнення з російськими загарбниками та масовано артобстрілу поблизу села Катеринівка Сєвєродонецького району на Луганщині. Чин похорону відбувся 28 березня 2022 року в Гарнізонному храмі святих апостолів Петра і Павла у Львові. Поховали бійця на Личаківському цвинтарі, на полі почесних поховань.

## Нагороди
- Орден Богдана Хмельницького III ступеня (2022, посмертно) — за особисту мужність і самовіддані дії, виявлені у захисті державного суверенітету та територіальної цілісності України, вірність військовій присязі[5].